# Parc Samà
El Parque Samà es un jardín histórico declarado Bien Cultural de Interés Nacional y jardín botánico privado, de 14 hectáreas de extensión, que se encuentra en la comarca del Bajo Campo, en el término municipal de Cambrils, a 90 m sobre el nivel del mar y a 5 km de la costa mediterránea.

## Localización
Parc Samà, Ctra. T-312 Vinyols i els Arcs, Cambrils, Provincia de Tarragona 08038 España. Se paga una tarifa de entrada y visita.

## Historia
El Parque fue realizado y promovido por Salvador Samà i Torrens (1861-1933), marqués de Marianao, heredero de una familia catalana establecida en Cuba. El proyecto fue encargado a Josep Fontserè, autor del Parque de la Ciudadela de Barcelona y con Antoni Gaudí como ayudante.[cita requerida]
La plantación del parque empezó el año 1881. Posteriormente, el marqués de Marianao hizo construir diversos habitáculos y jaulas para albergar los diferentes animales traídos de todo el mundo para su zoo privado, situados en torno al recinto botánico y del mismo estilo que el resto del conjunto arquitectónico, es decir, hechos de piedra calcárea y disimulando el mortero de las juntas con sulfato de hierro, al estilo de los saltos de agua ochocentistas. Es una muestra importante de jardinería romántica del siglo XIX que intenta reproducir el exótico y característico ambiente de la Cuba colonial.

## Características

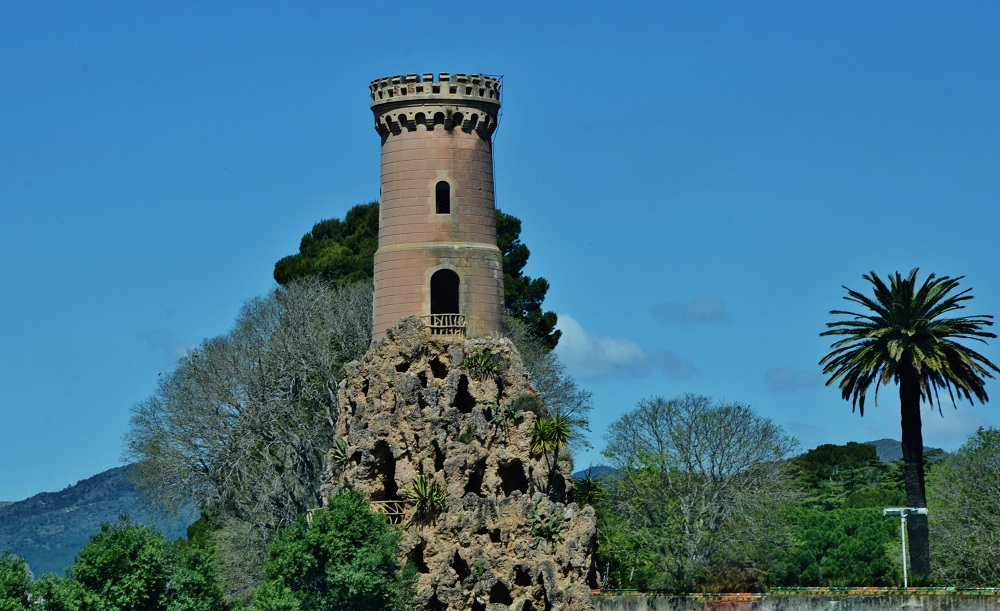
Mirador del Parque Samá.

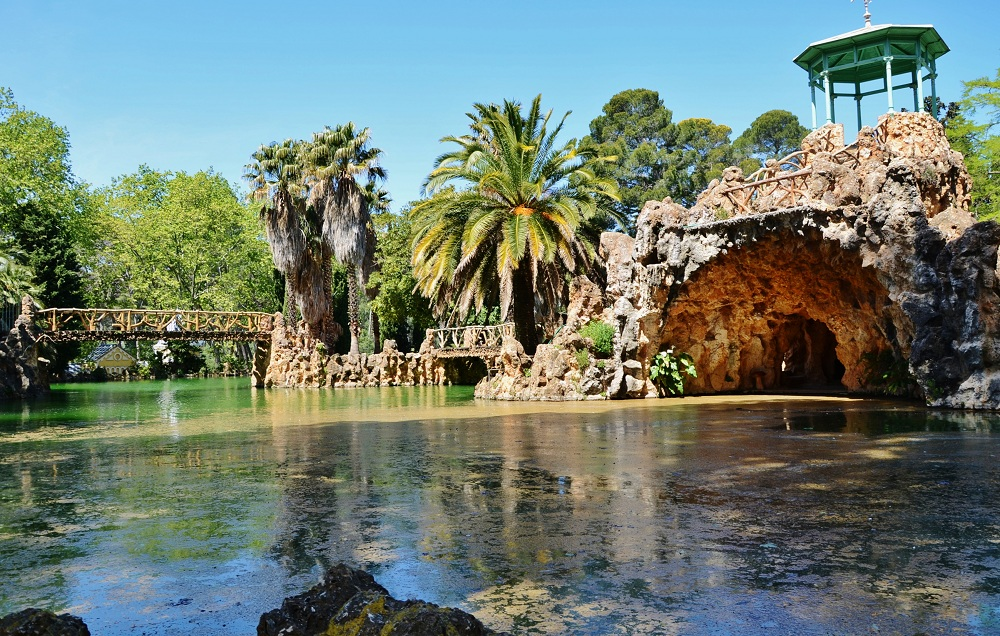
Estanque del Parque Samá.

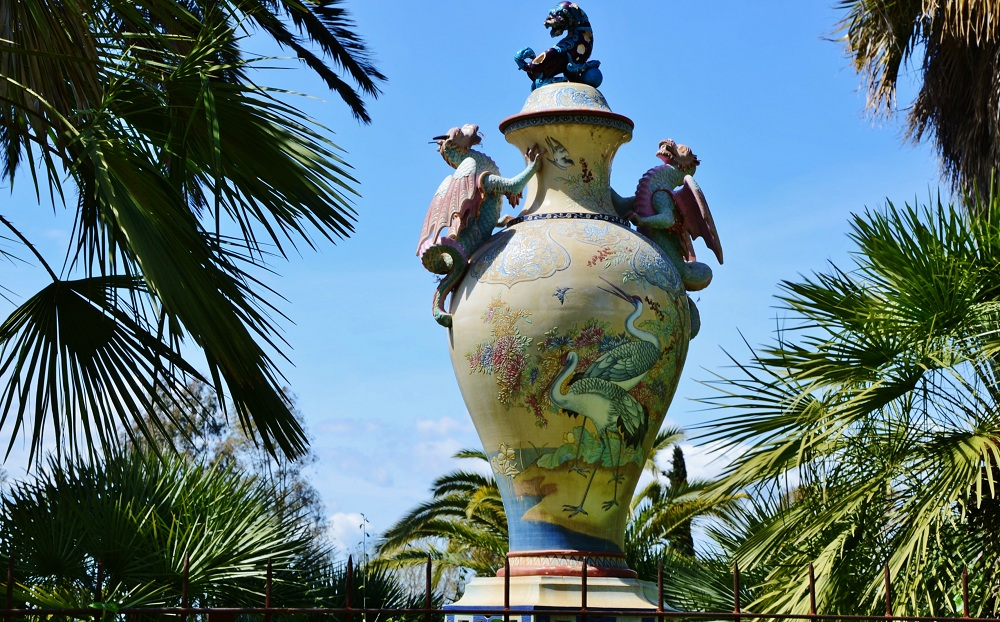
Jarrón chino junto a la casa del Parque Samá.

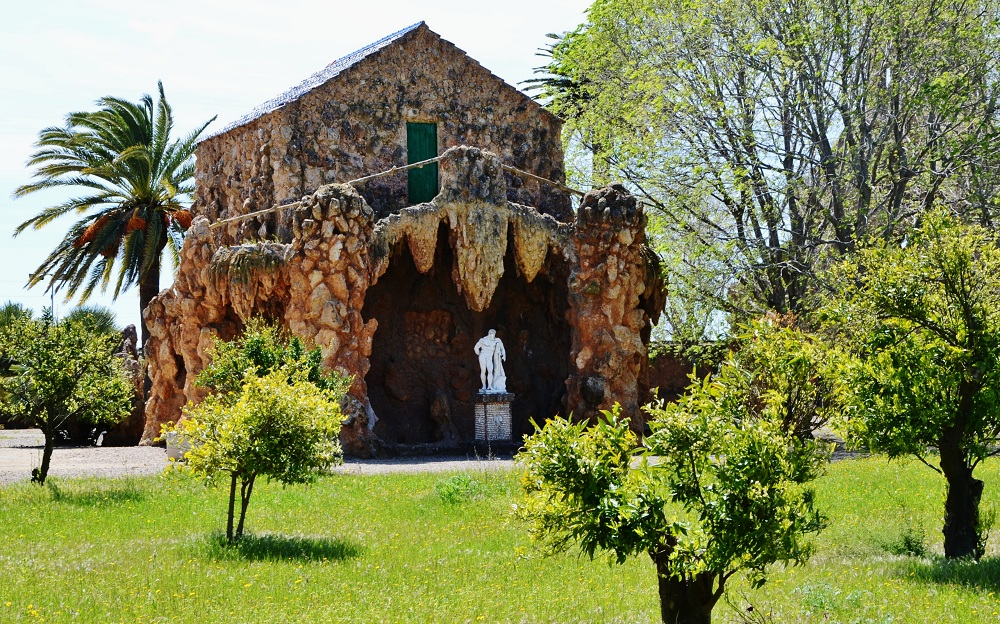
El "Pavelló dels lloros" (Pabellón de los loros) del Parque Samá.

El trazado del Parque Samá obedece a una composición por ejes, ordenados por caminos, con árboles alineados en los lados, o por espacios abiertos entre los elementos arquitectónicos importantes. 
El paseo principal de entrada delante de la fachada de la casa, está formado por dos hileras de plátanos (Platanus orientalis), de más de 20 m de altura. A ambos lados hay plantaciones de mandarinos ordenados geométricamente formando un cuadrado. 
A la derecha del camino podemos ver un grupo de robles (Quercus robur) de un tamaño importante. Delante de la casa y en torno a su plaza, se encuentran árboles centenarios, como un tilo (Tilia cordata) y diversos castaños de indias (Aesculus hippocastanum), acogiendo una preciosa fuente, con base de rocalla y pináculo con surtidor, formado por caparazones de caracoles marinos de pincho y almejas gigantes. Por la superficie del agua prosperan nenúfares (Nymphaea alba), en torno a la fuente hay parterres con palmeras bastante altas (Phoenix canariensis) rodeadas de grupos de palmitos (Chamaerops excelsa y Chamaerops humilis) y alguna Washingtonia filifera. Al lado del banco-Baviera de mármol hay dos buenos ejemplares de Yucca brasileñas y una rarísima especie tropical de Wichichin-tum (originaria del Brasil). A la izquierda de la casa, podemos ver un exótico parterre, presidido por un gran jarrón, esmaltado en ricos colores, decorado con motivos de flora y fauna orientales. Esta original pieza procede de Vichy (Francia), del año 1881. 
En el extremo Sureste del «parque», se avista la Torre del Mirador, sostenida sobre una montaña de rocalla que al mismo tiempo forma una gran cueva abovedada. Completan este conjunto dos parterres con palmeras (Phoenix canariensis) y la antigua caseta de los loros, cubierta de hiedra y acompañada de unos preciosos eucaliptos. Al lado de la torre, y en el extremo opuesto de la muralla, hay dos almeces (Celtis australis) centenarios, de unos 20 m. 
A la derecha de la casa sobresale un ejemplar de palmera (Phoenix dactylifera), de unos 25 m. También destacan un par de Washingtonia robusta y una Phoenix roebelenii. La superficie de los parterres sobresale del nivel de los caminos unos 60 cm. y están recubiertos de hiedra, que trepa por los troncos de los árboles y palmeras hasta una altura de dos metros
En la fachada posterior de la casa, que da a una placeta presidida por una fuente-surtidor de hierro colado de origen francés. El camino central está bordeado de palmeras de diversas clases. En un parterre a la izquierda de éste, hay una exótica variedad de árbol filipino (Brochichintom), de tronco ramificado y liso. También sobresale un gran ciprés (Cupressus sempervirens), de más de 30 m de altura. 
Al final del camino hay un grupo de cedros (Cedrus deodara) de ejemplares altísimos. Antes de llegar al lago, sobresalen cuatro pinos singulares: dos Pinus halepensis, y dos Pinus pinea de 20 m. 
El lago, con su canal y cascada, forman el centro más atractivo del Parque. Su superficie es de 1 ha y se encuentran tres islas, enlazadas por puentes hechos con cemento imitando troncos de madera. En la isla central, sobresale una montaña de singular belleza (Gruta del pirata), construida con grandes rocas que en su interior forman una gruta con embarcadero. Encima, un mirador con templete remata el conjunto. 
El canal va a parar a una original cascada que abastece de agua todo el lago. Ésta, proviene de una mina subterránea de 5 km de longitud construida especialmente con esta finalidad. Se utiliza además para regar todas las especies botánicas del «parque», sin la cual no sería posible la vida y existencia del mismo. 